# Abracadabra (film 1952)
Abracadabra è un film del 1952 diretto da Max Neufeld.

## Trama
Tre criminali complottano per truffare una ricca vedova della sua fortuna, ma i loro piani vengono sventati dall'improvviso ritorno di suo marito, che è tutt'altro che morto.